# Helicopsyche villegasi
Helicopsyche villegasi is een schietmot uit de familie Helicopsychidae. De soort komt voor in het Nearctisch gebied.